# François Ifono
Pour les articles homonymes, voir Ifono.
François Ifono, de son vrai nom Fara François Ifono, né le 5 juin 1981 à Conakry, est un journaliste et animateur, travaillant pour la Radio télévision guinéenne.
Il est connu pour les émissions Kolomatin et Culturellement Vôtre.

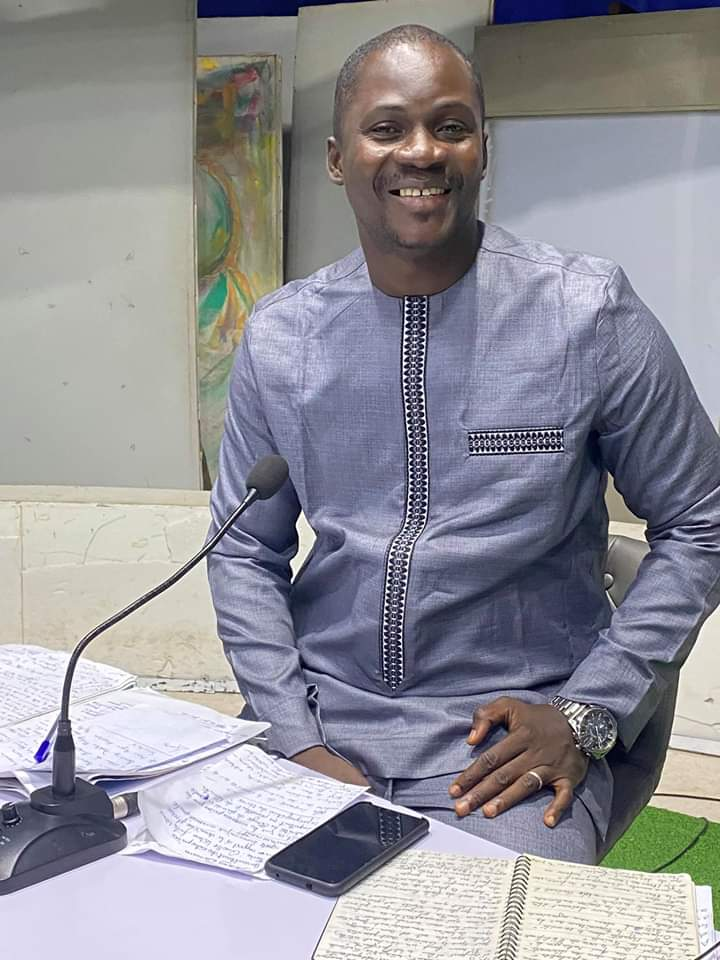
Francois Ifono sur Kolomatin

## Parcours professionnel
François Ifono est un journaliste et animateur de télévision. Il travaille notamment pour la Radio télévision guinéenne. Il est responsable de communication de l'émission Médias Awards Guinée. Il est connu pour les émission Kolomatin et Culturellement Vôtre.
En 2008, il est suspendu pour avoir interviewé des journalistes et militants critiques du pouvoir en place. 
Le 28 décembre 2021, il est nommé conseiller chargé de missions au ministère de l'Agriculture et de l'élevage,. Il est de juin 2023 à mars 2025, il est le directeur général adjoint du Laboratoire central vétérinaire de diagnostic.
Le 3 mars 2025, il est nommé directeur général adjoint du fonds de développement de l’élevage (FONDEL).

## Vie privée
François est marié à Sia Kotembedouno.